# Patriarchat von Kilikien
Das Patriarchat von Kilikien (lat.: Patriarchatus Ciliciae Armenorum) ist das Patriarchat der Armenisch-katholischen Kirche.
Nicht zu verwechseln mit dem Patriarchat der Armenisch-katholischen Kirche ist das Katholikat von Kilikien der Armenischen Apostolischen Kirche.

## Jurisdiktion und Sitz
Zur Jurisdiktion des Patriarchen von Kilikien gehören die Erzbistümer Beirut (Patriarchaldiözese), Aleppo, Bagdad und Istanbul sowie die Diözesen Alexandrien, Ispahan und Kamichlié. Zusammen mit einigen weiteren Bistümern außerhalb des Patriarchats bildet es die heutige Armenisch-katholische Kirche.
Seit 1928 hat das Patriarchat von Kilikien seinen Sitz in Beirut. Der Patriarch residiert in der Nähe, im Kloster Bzommar.

## Geschichte
Das Patriarchat von Kilikien wurde 1740/1742 begründet mit der Wahl und der römischen Bestätigung des Erzbischofs Abraham Ardzivian von Aleppo zum armenischen Patriarchen (Katholikos) von Sis in Kilikien. Sitz der Armenisch-katholischen Patriarchen von Kilikien wurde Bzommar im Libanon. Ihre Jurisdiktion beschränkte sich auf das Territorium des historischen Katholikats von Kilikien. Es schloss namentlich die Armenier in Europa, besonders die bedeutende Gemeinde in Konstantinopel (Istanbul), aus.
1867 wurde das Patriarchat mit dem Armenisch-katholischen Erzbistum von Konstantinopel zum „Patriarchat von Kilikien der Armenier“ vereinigt. Es hatte seinen Sitz zunächst, bis 1928, in Konstantinopel.